# Geometria torçada
En matemàtiques i física, en particular en geometria diferencial i relativitat general, un geometria torçada (warped, en anglès) és una varietat Riemanniana o Lorentziana amb tensor mètric del tipus
{\displaystyle ds^{2}\,=g_{ab}(y)\,dy^{a}\,dy^{b}+f(y)g_{ij}(x)\,dx^{i}\,dx^{j}.}
La geometria gairebé es descompon en un producte cartesià de la geometria y i de la geometria x – exceptuant que la part x és torçada, i.e. és reescalada per una funció escalar de les altres coordenades y. Per aquesta raó, la mètrica d'una geometria torçada és sovint anomenada un producte mètric torçat.
Les geometries torçades són útils en la mesura que la separació de variables pot ser utilitzada per a solucionar equacions diferencials parcials a sobre d'elles.

## Exemples
Les geometries torçades adquireixen el seu significat ple quan substituïm la variable y per t, temps i x, per s, l'espai. Aleshores el factor d(y) de la dimensió espacial esdevé l'efecte del temps que en paraules d'Einstein 'corba l'espai'. La forma com l'espai és torçat definirà una solució o una altra a un espaitemps donat. Per aquesta raó, diferents models d'espaitemps empren geometries torçades. Moltes solucions bàsiques de les equacions de camp d'Einstein són torçades, com per exemple la mètrica de Schwarzschild i els models de Friedmann–Lemaitre–Robertson–Walker.
Igualment, les geometries torçades són la clau de volta del model de Randall–Sundrum de dimensions extres en física de partícules.